# 40-ві до н. е.

## Події

### Кінець Римської республіки
У 49 році до н.е. Гай Юлій Цезар відмовився розпустити військо за вимогою Сенату та фактично оголосив війну Римській республіці. Це стало початком громадянської війни в Римі 49-45 років до н. е. У 49-48 роках він наніс низку поразок війську під проводом Помпея. З тих пір він став диктатором республіки. У 45 році Цезар розгромив останніх супротивників. Втім у 44 році до н.е. Цезар був вбитий, а владу захопили його спадкоємець Октавіан Август та Марк Антоній. 

### Близький Схід
Йоханан Гіркан II є правителем Юдеї все десятиліття.

### У Китаї
Імператором у 49 році до н.е. став Лю Ши, який правив все подальше десятиліття.

## Народились
- 45 Ван Ман, китайський імператор, єдиний з династії Сінь
- 43 Овідій, римський поет
- 42 Тиберій, римський імператор

## Померли
- 48 Гней Помпей Великий, римський полководець, вбитий у Єгипті
- 44 Гай Юлій Цезар, убитий змовниками в сенаті
- 44 Птолемей XIV, цар Єгипту, отруєний сестрою Клеопатрою VII
- 43 Цицерон, римський політик, убитий за наказом Марка Антонія
- 42 Марк Юній Брут, вбивця Цезаря, самогубство